# Polystichum houchangense
Polystichum houchangense là một loài thực vật có mạch trong họ Dryopteridaceae. Loài này được Ching ex P.S. Wang miêu tả khoa học đầu tiên năm 1994.